# Joaquim Martins Fontes
Joaquim Martins Fontes (Itabaianinha, 27 de julho de 1798 — Laranjeiras, 20 de agosto de 1860) foi um político brasileiro.
Foi vice-presidente da província de Sergipe, exercendo a presidência interinamente quatro vezes, de 23 de julho a 28 de agosto de 1839, de 8 de agosto a 19 de outubro de 1840, de 30 de abril a 15 de junho de 1841, e de 1 de julho a 19 de dezembro de 1841.
Foi comendador da Imperial Ordem de Cristo e cavaleiro da Imperial Ordem do Cruzeiro.